# Bow Church (DLR)
Bow Church (en anglais : Bow Church DLR Station), est une station, de la branche nord, de la ligne de métro léger automatique Docklands Light Railway (DLR), en zone 2 et 3 Travelcard. Elle est située sur la Bow Road, à Bow dans le borough londonien de Tower Hamlets sur le territoire du Grand Londres.
Des correspondances sont possibles avec la station Bow Road du métro de Londres, desservie par les lignes District et Hammersmith & City.

## Situation sur le réseau

Plan de la ligne du métro léger DLR.

Située en tranchée, Bow Church (DLR) est une station de la branche nord du Docklands Light Railway, située entre les stations : Pudding Mill Lane, en direction du terminus nord Stratford, et Devons Road, en direction de la station de bifurcationPoplar (DLR),. Elle est en zone 2 Travelcard.
La plateforme de passage dispose de deux quais latéraux encadrant les deux voies de la ligne. La station dispose de dispositifs permettant le dédoublement de la ligne (fin de section à voie unique) en amont des quais.

## Histoire
La station Bow Church est mise en service le 31 août 1987 par le Docklands Light Railway lorsqu'il ouvre la section de Stratford à Island Gardens,.
En 2016, la fréquentation de la station est de 3,645 millions d'utilisateurs.

## Services aux voyageurs

### Accès et accueil
Donnant sur la Bow Road, la station est accessible aux personnes à la mobilité réduite.

### Desserte
La station Bow Church DLR est desservie par les rames des relations : Stratford - Canary Wharf, ou Lewisham aux heures de pointe du lundi au vendredi, et Stratford International - Woolwich Arsenal,.

Installations et desserte
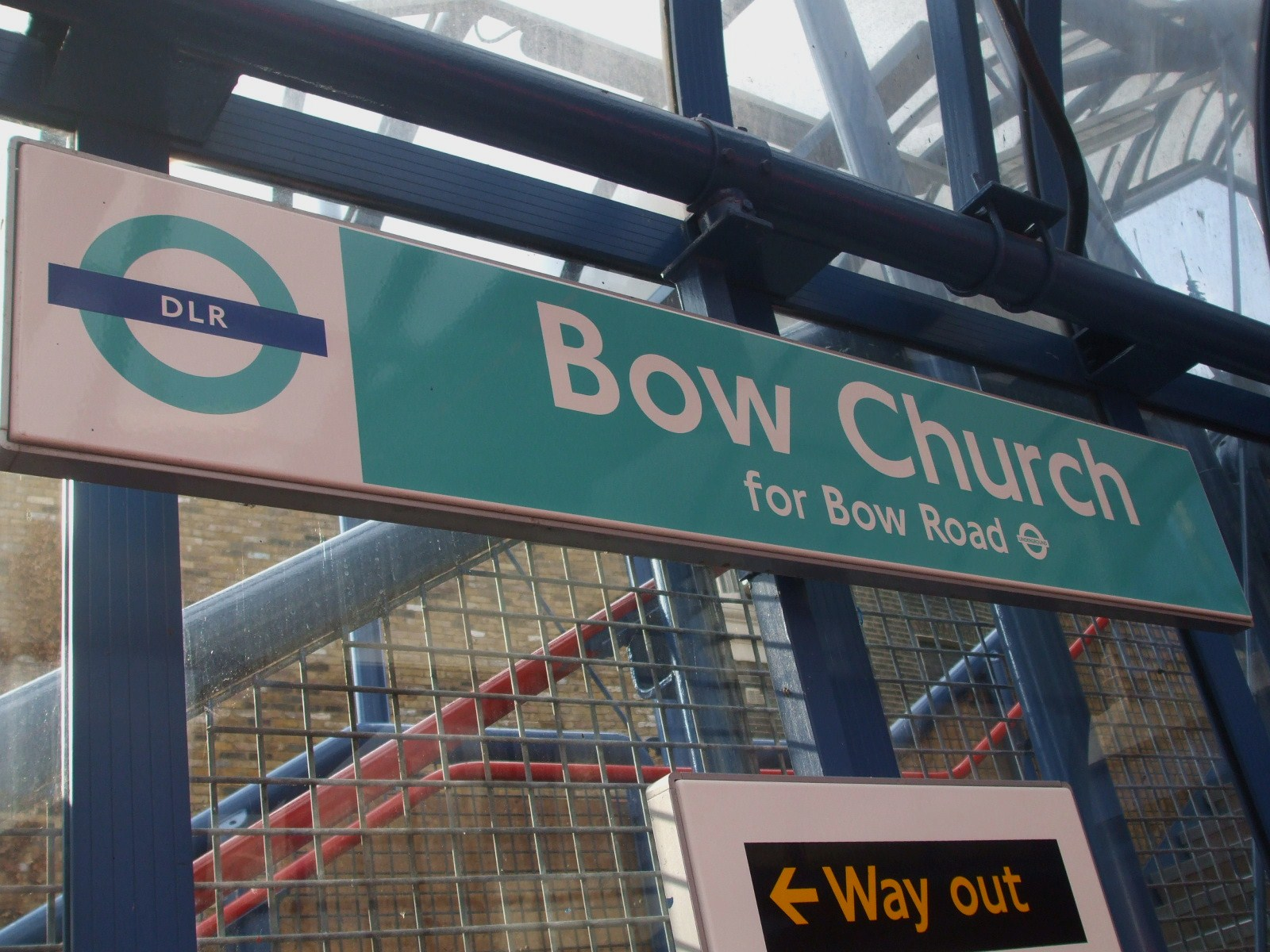
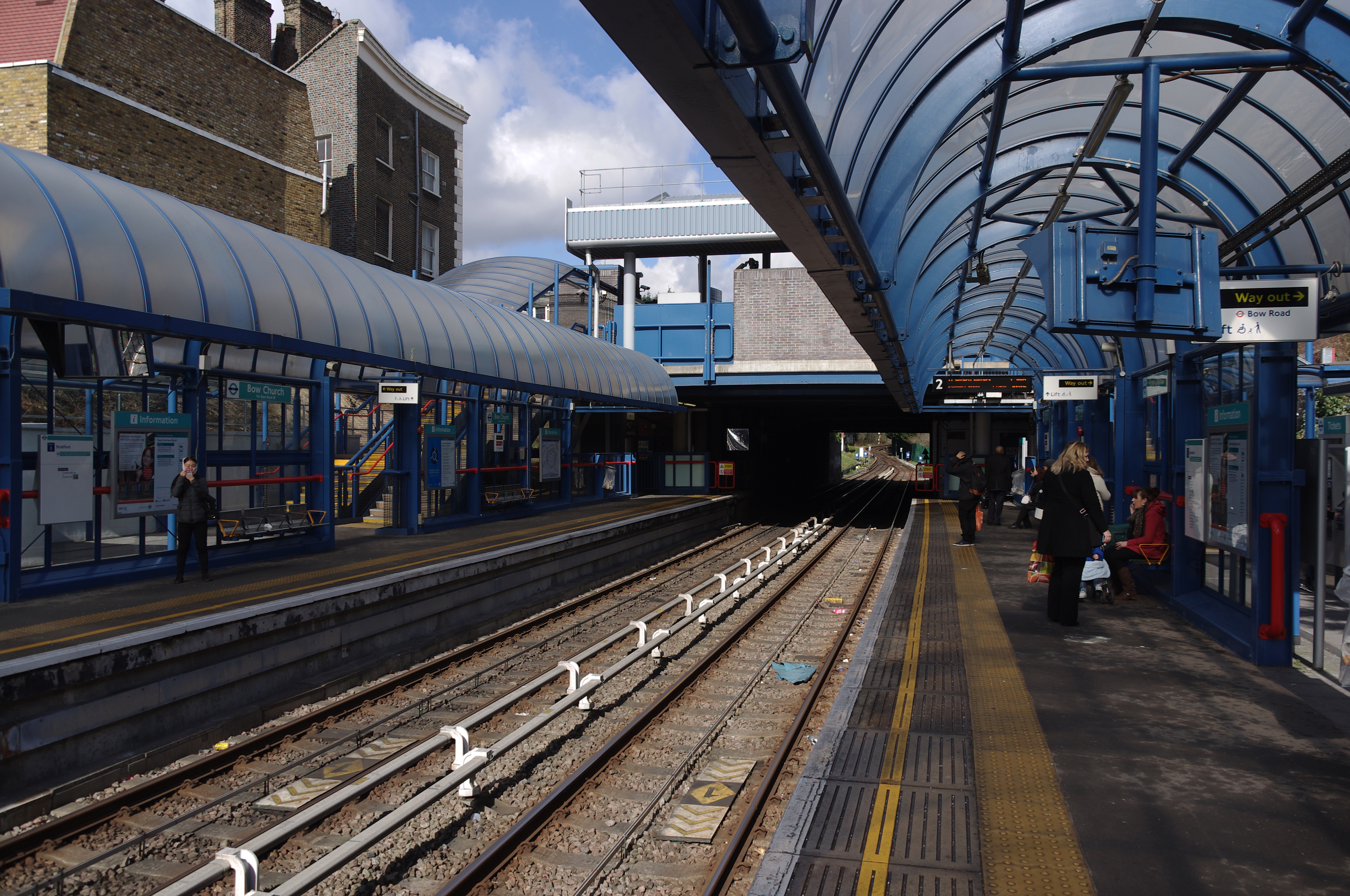
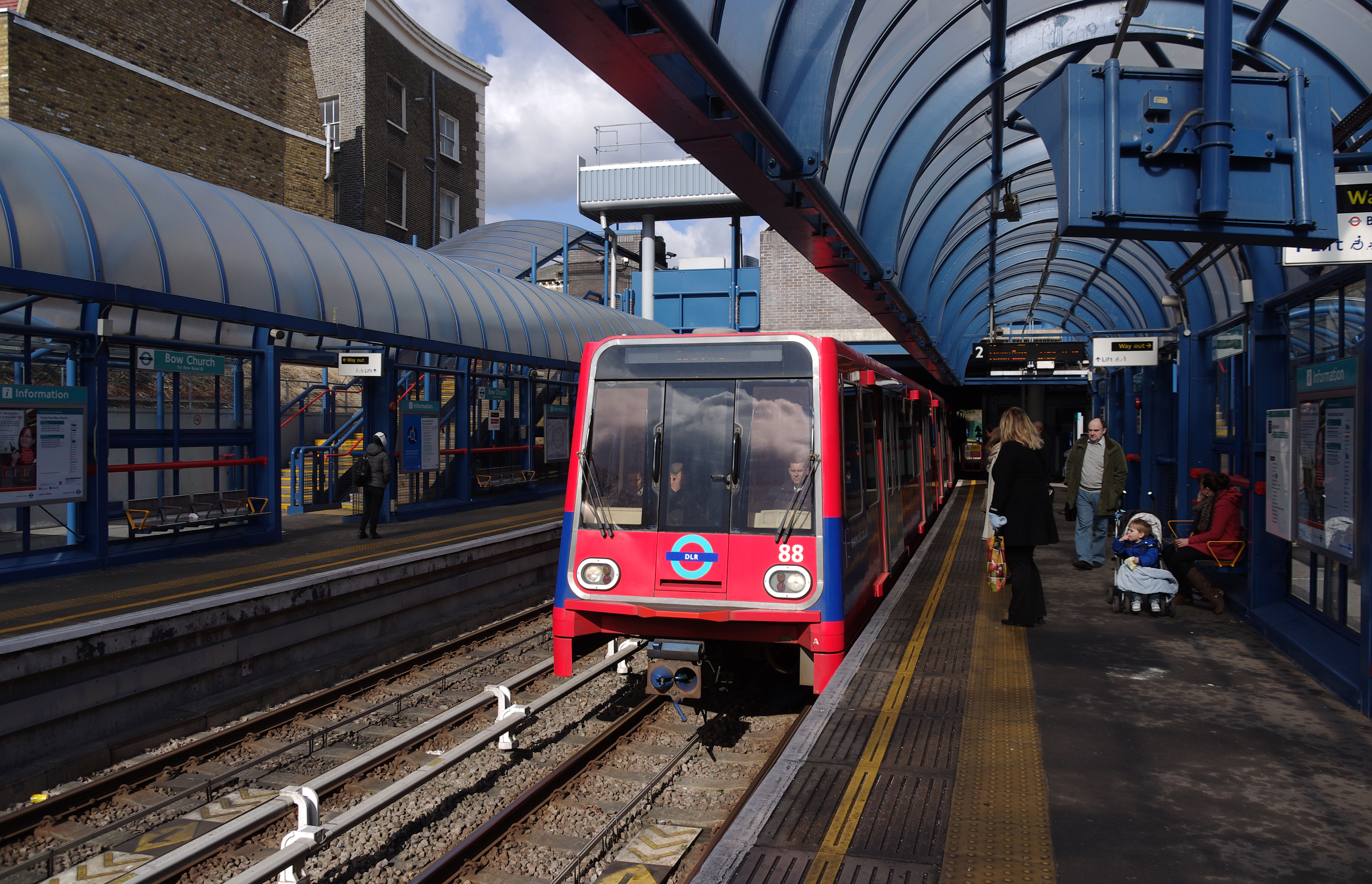

### Intermodalité
La station est desservie par les Autobus de Londres des lignes : 25, 108, 205, 425, N25 et N205.
Elle est en correspondances avec la station Bow Road du métro de Londres, desservie par les lignes District et Hammersmith & City, située à moins de 300 mètres à pied par le trottoir de la route A11.

## À proximité
- Bow